# Кубок СССР по футболу 1940
Кубок СССР по футболу 1940 года было решено разделить на две части. Между командами мастеров групп «А» и «Б» планировали разыграть Кубок Всесоюзного Комитета, а между любительскими командами — Кубок коллективов физкультуры. В главной финальной встрече победители обоих кубков и должны были по плану разыграть Кубок СССР. Розыгрыш Кубка Всесоюзного Комитета среди команд мастеров должен был состояться после завершения игр первенства. Жребий свёл в пары следующие 28 команд:
- Локомотив (Москва) — ЦДКА (Москва)
- Сельмаш (Харьков) — Зенит (Ленинград)
- Судостроитель (Николаев) — Металлург (Москва)
- Авангард (Ленинград) — Динамо (Киев)
- Красная заря (Ленинград) — Спартак (Москва)
- Торпедо (Москва) — Трактор (Сталинград)
- Динамо (Ленинград) — Стахановец (Сталино)
- Динамо (Харьков) — Локомотив (Тбилиси)
- Торпедо (Горький) — Крылья Советов (Москва)
- Строитель (Баку) — Буревестник (Москва)
- Пищевик (Одесса) — Динамо (Тбилиси)
- Пищевик (Москва) — Спартак (Ереван)
- Спартак (Ленинград) — Динамо (Минск)
- Локомотив (Киев) — Динамо (Москва)

1-я и 14-я пары должны были встречаться во 2-м круге.
Однако, из-за затянувшегося чемпионата страны, у команд мастеров не осталось времени для кубковых игр и ни одного матча сыграно не было. Среди любительских команд право участвовать в несостоявшемся финальном матче завоевала команда «Динамо» (Алма-Ата).